# São José do Rio Preto
São José do Rio Preto je město a obec (Município) v jižní Brazílii ve státě São Paulo. Je to největší město severní části státu. Bylo založeno v roce 1852.
Místní město nazývají Rio Preto, je to centrum mezoregiónu s 1 569 220 obyvateli na ploše 29 387 km². Mikroregion São José do Rio Preto má 763 534 obyvatel.

## Hospodářství
Ačkoli město disponuje silnou zemědělskou tradicí, v současnosti nejvíce k bohatství města, okolo 85 procent, přispívá sektor služeb. Ve městě se nachází 75 bankovních poboček.
Z 5 565 obcí v Brazílii, São José do Rio Preto zajímá 18. místo v žebříčku nejperspektivnějších měst podle průzkumu veřejného mínění provedeného nadací Getulio Vargas.

## Infrastruktura
Město má 8 nemocnic se 161 lůžky. Dále 36 státních škol a 52 soukromých. Ve městě se nacházejí tři státní univerzity a několik soukromých. Město má řadu sportovišť – 24 fotbalových hřišť, stadion s kapacitou 6 000 diváků.
Město disponuje letištěm Prof. Eribelto Manoel Reino Airport. São Paulo je vzdáleno 450 km a spojuje ho s ním dálnice SP-310, s hlavním městem Brasílií BR-153.